# 2023年巴拿马抗议活动
2023年巴拿马抗议活动是2023年10月20日至12月2日巴拿馬境內的抗議活動。抗議的起因是抗議者不滿巴拿马政府与第一量子礦業 簽訂的一项为期20年以上的巴拿馬銅礦采矿合同。 
10月20日，就在巴拿马总统勞倫蒂諾·科爾蒂索正式批准采矿合同后不久，巴拿馬城就爆發了示威活动。 当公众得知采矿合同的谈判和批准过程的细节未及時公开后，包括科隆、佩诺诺梅、圣地亚哥-德贝拉瓜斯、戴维、拉乔雷拉等全國多地都爆發了抗议和封路活动。 泛美公路多個路段被迫封闭。 
总统劳伦蒂诺·科尔蒂索和巴拿馬政府多次批評抗议活动和封路會不利於該國经济的發展，  但示威者始終沒有讓步。後來劳伦蒂诺·科尔蒂索提议就是否保留采矿合同舉行全国公投，  国民议会同意舉行全民公投， 但公众以及国家选举委员会反对公投，最終公投沒有舉行。 
经过数周的抗议后，国民议会于2023年11月3日批准一项法案，該法案規定政府要暫不批准任何新的采矿特许权，该法案立即由总统勞倫蒂諾·科爾蒂索签署生效。 与此同时，公眾的抗議和封锁仍在持續， 第一量子礦業被迫收縮在巴拿馬銅礦進行的開採业务。 
2023年11月28日，巴拿馬最高法院一致裁定 第一量子礦業與巴拿馬政府之間簽訂的采矿合同违宪。 最高法院的判决得到了民众的支持，全国各地舉行庆祝活动。 同一天，勞倫蒂諾·科爾蒂索表示，他將關閉巴拿馬銅礦。 公開支持采礦合同的巴拿馬商业和工业部长费德里科·阿尔法罗（Federico Alfaro）于2023年11月30日宣佈辞职。
抗议活动共造成四人死亡：有两人在试图封鎖道路时因交通事故而身亡，其余两人（一名教师和另一名教师的丈夫）在查梅區試圖封鎖道路時被一名不滿封路的持有巴拿马和美国雙重國籍的77歲退休律师暨教授达林顿（Kenneth Darlington）开枪打死。 